# 玉溪河
玉溪河，是中国长江流域的一条河流，汇入青衣江，属于大渡河水系。河长119千米，流域面积1414平方千米，年均流量56立方米每秒。自然落差2556米。水能理论蕴藏量8万千瓦。